# Ternstroemia ledermannii
Ternstroemia ledermannii är en tvåhjärtbladig växtart som först beskrevs av Carl Karl Adolf Georg Lauterbach, och fick sitt nu gällande namn av Hatusima. Ternstroemia ledermannii ingår i släktet Ternstroemia och familjen Pentaphylacaceae. Inga underarter finns listade i Catalogue of Life.